# Banga (Bilanga)
Pour les articles homonymes, voir Banga.
Banga est une localité située dans le département de Bilanga de la province de la Gnagna dans la région Est au Burkina Faso.

## Géographie
Banga se trouve à 10 km à l'ouest de Bilanga-Yanga.

## Santé et éducation
Le centre de soins le plus proche de Banga est le centre de santé et de promotion sociale (CSPS) de Bilanga-Yanga.
Le village possède une école primaire publique.